# Jelični Vrh
Jelični Vrh (in italiano tra le due guerre Ieliccini Val Zala in epoca asburgica in tedesco Jelitschenwerch) è un insediamento (naselje) del comune sloveno di Idria.
La località si trova sulle colline sovrastanti la sponda destra del torrente Zala, a 640 metri s.l.m., a 11,7 chilometri dal capoluogo comunale.

## Geografia fisica

### Corsi d'acqua
Torrenti Zala, Ljubevšča.

### Alture principali
Jelenji Vrh, 836 m; Celo, 749 m; Zagodov vrh, mt 730.

## Storia
Durante il dominio asburgico costituì un comune catastale autonomo all'interno del Ducato di Carniola, ed era noto con i toponimi tedeschi di Jelitschenwerch o Ielitschenwerch, e con quelli sloveni di Jelični Vrh o Jedličnivrh. Il comune catastale comprendeva anche l'omonimo villaggio di Jelitschenwerch, che nella seconda metà del XIX secolo assumerà invece il nome di Gora (ted. Tschundeberg) e costituisce l'attuale insediamento di Gore. Nella seconda metà del XIX secolo venne aggregato al comune amministrativo di Dole (ted. Dolech), a sua volta inserito nel distretto giudiziario di Idria (Idrija) e in quello politico di Longatico (Logatec, Loitsch).
Nel 1918, al termine della prima guerra mondiale, l'intera area venne occupata dalle truppe italiane, venendo formalmente annessa al Regno d'Italia nel 1920 in seguito al Trattato di Rapallo. Il toponimo venne italianizzato dapprima in Ielicini e nel 1923 in Ieliccini Val Zala, continuando inizialmente a far parte del comune di Dole, inquadrato dapprima nel circondario di Tolmino e poi in quello di Idria della Provincia del Friuli, per poi passare nel 1927 alla Provincia di Gorizia. Nel 1928 il comune di Dole venne soppresso, venendo aggregato al comune di Idria, di cui Ieliccini divenne quindi una località.
Nel corso della seconda guerra mondiale, dopo l'8 settembre 1943, l'intera Venezia Giulia venne occupata dalle truppe tedesche che inclusero l'area nella Zona di Operazioni del Litorale adriatico. Nel maggio 1945 l'area di Idria passò sotto il controllo delle truppe jugoslave, venendo poi inclusa nella "zona B" jugoslava a est della Linea Morgan. Nel 1947 in seguito ai Trattati di Parigi l'area venne infine formalmente annessa alla Jugoslavia. Dal 1991 la località fa parte della Slovenia.

## Geografia antropica
All'insediamento afferiscono gli agglomerati di Bezeljak, Govekarjev vrh, Jakš, Kališe, Lesnica, Markič, Pelhan, Pustota, Slabe e Vrh Zale.